# Night of the Hunted
Night of the Hunted ist ein US-amerikanisch-französischer Thriller aus dem Jahr 2023. Es ist eine Neuverfilmung des spanischen Films La noche del ratón von 2015.

## Handlung
Alice erhält einen Anruf von ihrem Ehemann Erik, der mit ihr zu einem Reproduktionsmediziner gehen will, um endlich ein Baby zu bekommen. Deshalb macht sie sich mit ihrem Kollegen und Liebhaber John mitten in der Nacht von einem Motel aus auf den Weg. Wegen eines gesperrten Highways fahren sie über die Route 59, wo sie nochmal zum Tanken anhalten müssen. Alice betritt den Shop der Tankstelle, um einen Kaffee zu kaufen, findet dort aber keinen Angestellten. Plötzlich schießt jemand von draußen auf sie, wodurch sie am linken Oberarm verwundet wird. Mit einem weiteren Schuss zerstört der Täter ihr Handy.
John sitzt mit lauter Musik im Auto. Als die Tankanzeige erneut aufleuchtet, bemerkt er ein Leck im Tank. Er betritt ebenfalls den Shop und bevor Alice ihn warnen kann, wird er mit einem Kopfschuss getötet. Dann hört sie aus einem Funkgerät auf dem Tresen eine männliche Stimme, die nach einer Amelia fragt. Alice bittet den Mann um Hilfe und hört, wie er mit der Polizei spricht. Doch dann sagt der Unbekannte, dass John durch seinen Schuss gestorben sei, und gibt sich somit als der Schütze zu erkennen. Er versteckt sich an einer Werbetafel mit der doppeldeutigen Aufschrift „Godisnowhere“. Hinter dem Tresen entdeckt Alice Amelias Leiche. Während sie ihr eigene Wunde versorgt, behauptet der Schütze, dass Amelia seine Frau sei und er sie wegen einer Affäre getötet habe. Er hat Alice auch bewusst als Opfer ausgewählt, weil sie als Social-Media-Managerin in der Pharmaindustrie arbeitet und damit Produkte bewirbt, die seiner Meinung nach den Menschen eher schaden.
Dann kommt Doug herein, der sagt, dass Amelia seine Frau sei. Alice wird skeptisch, weil ihr auffällt, dass die Schüsse aufgehört haben, seit der Mann den Shop betreten hat. Um ihr zu zeigen, dass er es ernst meint, schleicht er sich zurück zu seinem Auto, um sein Handy zu holen. Dabei wird er jedoch vom Schütze erschossen. Über das Funkgerät beschwert sich der Täter weiter über die Welt, die er u. a. wegen der Waffengewalt und Wahlbetrug für verdorben hält. Alice nutzt die Wutrede, um mit Regenschirmen einen Sichtschutz aufzubauen. Sie läuft zu ihrem Auto, wird aber vom Schützen gestoppt und erleidet beim Zurücklaufen in den Shop eine weitere Wunde am Bein. Zunehmend verzweifelt sagt sie mit dem Funkgerät, dass sie aus Ärger über ihren Mann eine Affäre habe, aber kein Kind in die Welt setzen will, solange es Verbrecher wie den Schützen gibt.
Der Täter verschont einen anderen Kunden, der wegen technischer Probleme nicht tanken kann, um zu zeigen, dass er kein Psychopath sei. Doch dann erschießt er das ältere Ehepaar Bob und Eleanor, das Alices Warnungen nicht rechtzeitig bemerkt. Dann bemerkt Alice auf dem Rücksitz das junge Mädchen Cindy. Sie fleht den Schützen an, Cindy zu verschonen, woraufhin der Täter ihr anbietet, dass sie sich statt des Mädchens opfern könne. Mit Zettel an der Scheibe fordert Alice Cindy auf wegzurennen. Doch sie kommt in den Shop. Nachdem Alice das Schloss zu einer Tür aufgesägt hat, versteckt sie Cindy in der angrenzenden Werkstatt. Anschließend fordert sie den Täter auf, zu ihr zu kommen. Während der maskierte Täter durch den Laden läuft, sagt er, dass er ein Auftragskiller, ein enttäuschter Angestellter oder einfach ein Verrückter sein könnte. Alice überrascht ihn hinter einem Regal und greift ihn mit einer Metallstange an. Dann fallen Schüsse und der Täter entdeckt Cindy. In dem Moment überwältigt Alice den Mann. Sie zerrt ihn unter ein Rolltor und zerquetscht damit seinen Kopf. Während sie selbst ihren Verletzungen zu erliegen scheint, läuft Cindy über die Straße weg.

## Rezeption
Die Kritiken zum Film fallen mittelmäßig aus. Der Rezensent vom Filmdienst lobt die „situative Spannung“, sieht aber in dem Gespräch zwischen dem Täter und der Protagonistin „keine große Dynamik [...] Für Horror sorgen deswegen nicht nur blutige Gewaltspitzen, sondern auch das krude Schwadronieren.“ Oliver Armknecht vermisst bei film-rezensionen.de die Spannung: „So wird zwischendrin exzessiv gequatscht, ohne viel zu sagen. Die Suche nach einem Motiv wird zu einem pseudo-tiefgründigen Abhaken von Themen.“ Der Rezensent bei Thrill&Kill meint: Der Film ist „phasenweise durchaus packend, auch blutig, wiederholt das „Hier kommt Hilfe…jetzt ist die Hilfe tot“-Game aber zu oft, hadert mit seiner Figurenerzählung und bietet ein Ende, das unbefriedigend erscheint.“ Volker Schönenberger ist bei Die Nacht der lebenden Texte auch nicht ganz zufrieden: „Schon ein interessanter Film, der unter seinem simplen Katz-und-Maus-Plot etwas über die US-Gesellschaft sagen will. So ganz gelingt das nicht, so ganz misslingt es aber auch nicht.“